# Grzegorz Kmita
Grzegorz „Patyczak” Kmita (ur. 23 kwietnia 1970) – polski wokalista punkowy, założyciel i jedyny członek zespołu Brudne Dzieci Sida (oraz projektów pokrewnych –  Glebogryzarka P-45, Starzy Sida, Brudne Mięso i innych). Magister socjologii, przewodnik po Poznaniu oraz aktywny członek społeczności linuksowej. Wiceprezes poznańskiego Actusa. Prowadzi sklep internetowy Agrafka z ręcznie malowanymi koszulkami.

## Odznaczenia
- Krzyż Kawalerski Orderu Odrodzenia Polski (19 czerwca 2020 r., postanowieniem prezydenta Andrzeja Dudy, za wybitne zasługi w działalności na rzecz przemian demokratycznych w Polsce)[2]